# Garcia de Orta

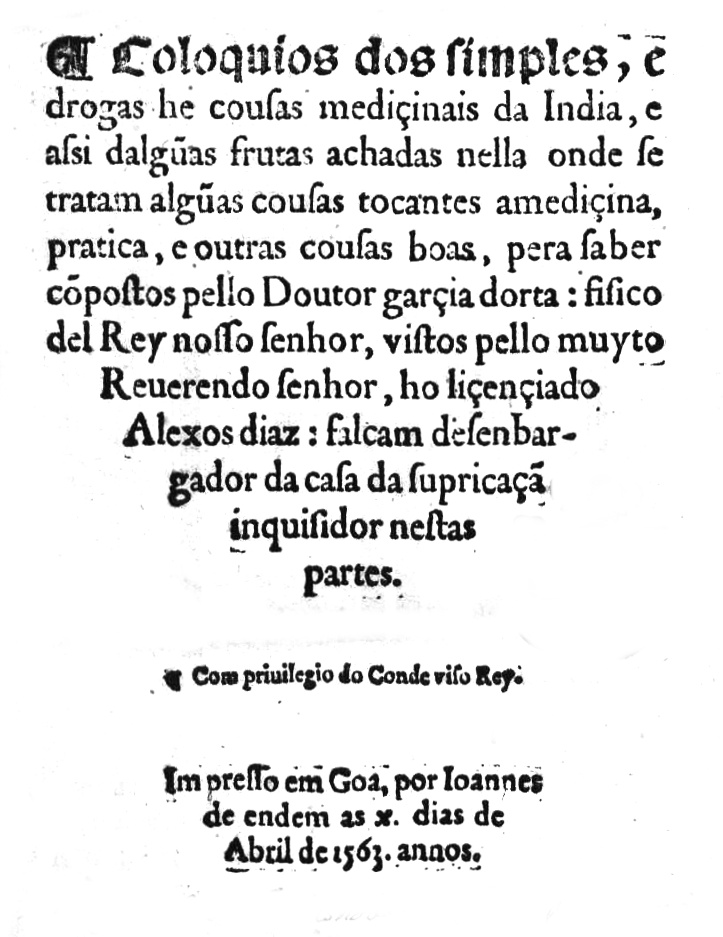
Título de Colóquios. Goa, 1563.

Garcia de Orta (Castelo de Vide, ca. 1500 — Goa, ca. 1568) fue un científico judío portugués del Renacimiento, médico, naturalista y explorador. Fue un pionero de la medicina tropical.

## Biografía
Nace en Castelo de Vide, probablemente en 1501, hijo de Fernando (Isaac) de Orta, un mercader, y de Leonor Gomes. Tuvo tres hermanas, Violante, Catarina e Isabel. Sus padres eran judíos españoles de Valencia de Alcántara que habían tenido que refugiarse, como muchos otros, en Portugal tras la orden de expulsión de los judíos emitida por los reyes de Castilla y Aragón, Isabel y Fernando, en 1492. Convertidos por conveniencia al cristianismo en 1497, fueron clasificados en Portugal despectivamente como cristãos novos (cristianos nuevos) o marranos. Algunos de esos refugiados mantuvieron su fe judía secretamente.
Estudia Medicina, Artes y Filosofía en las universidades de Alcalá de Henares y de Salamanca en España. Se gradúa, y retorna a Portugal en 1523, dos años después del deceso paterno. Practica la Medicina primero en su ciudad natal y de 1526 en adelante en Lisboa, donde obtiene un profesorado en la Universidad en 1530.
Quizás percibiendo un incremento en el poder de la Inquisición, y afortunadamente evadiendo el Acta de emigración (expulsión) de los nuevos cristianos, navega a India en 1534 como «médico jefe de a bordo» en la flota del virrey Martim Afonso de Sousa. Hace varias expediciones con el virrey, y luego, en 1538, se instala en Goa, donde rápidamente será un prominente especialista médico. Fue facultativo del sah Burhan I de uno de los Sultanatos del Decán, el de Ahmadnagar, y sucesivamente de varios virreyes portugueses y gobernadores de Goa: uno de los cuales le da en concesión una isla de Bombay, aunque nunca vivió allí.
Garcia de Orta se casa con una pariente rica y nueva cristiana, Brianda de Solis, en 1543; fueron un matrimonio infeliz pero tuvieron dos hijas.
En 1549 su madre y dos de sus hermanas, que estaban prisioneras por judías en Lisboa, son expulsadas, y van a Goa. De acuerdo a una confesión de su cuñado tras el fallecimiento de García de Orta: privadamente continuaba aseverando que «la Ley de Moisés era la verdadera ley»; en otras palabras, él, probablemente en común con otros miembros de la familia, permanecieron en la creencia judía. En 1565, la Inquisición es introducida en el Virreinato de la India; y un Tribunal Inquisitorial se abre en Goa. Comienza una activa persecución contra los judíos, los clandestinos y judíos secretos, hindúes y cristianos nuevos. García fallece en 1568, aparentemente sin haber sufrido seriamente esa persecución religiosa, aunque su hermana Catarina será detenida por judía ese mismo año y quemada en la hoguera por Judaísmo en Goa, en 1569. García póstumamente será condenado por Judaísmo. Sus restos serán exhumados y quemados en un auto de fe en 1580. El destino de sus hermanas se desconoce.

## Su obra
La ocupación de Garcia de Orta en la India lo lleva extensamente por las costas occidentales de India, y mercadeó con especias y piedras preciosas, estableciendo contactos con otros mercaderes y médicos de muchas partes del sur de Asia y de las costas del océano Índico. Hablaba en portugués, español, hebreo, latín, griego y en árabe; y su obra muestra que también tenía conocimientos en persa, marathi, konkani, sánscrito y kannada. Tenía correspondencia y agentes que le enviaban semillas, planta, drogas y piedras preciosas. Evidentemente tenía un laboratorio y un jardín botánico.
Su inestimable conocimiento de las especias orientales y de medicinas se revela en su única obra conocida, Colóquios dos simples e drogas he cousas medicinais da Índia , publicada en Goa en 1563. Comenta acertadamente acerca de una serie de sustancias, muchas de ellas desconocidas o sujetas a confusión y mala información en Europa en esa época. Fue el primer europeo en describir enfermedades asiáticas tropicales, notablemente sobre cólera; realizando una necropsia en una víctima de cólera, la primera necropsia registrada en India. Garcia de Orta revelaba en sus escritos una inusual independencia enfrente de los usualmente reverenciados textos de antiguas autoridades, griegas, latinas y arábigas.
El libro incluyó los primeros versos publicados del poeta Luís de Camões, hoy contado como un poeta nacional de Portugal.
La obra de Garcia de Orta fue bien recibida por Europa al traducirse al latín (luego sería la "lingua franca" científica) y en otros idiomas. Grandes partes serían incluidas en una obra similar publicada en castellano en 1578 por Cristóvão da Costa (Cristóbal Acosta), Tractado de las drogas y medicinas de las Indias orientales [Tratado de las drogas y medicinas de las Indias Orientales].

### Otras publicaciones
- Aromatum et simplicium aliquot medicamentorum apud Indos nascentium historia. s.l.: s.n., 1985 ca. Repr. d. Ausg. Amberes, 1567

## Honores
En 1978 fue representado en los billetes de banco de Portugal de 20 escudos (alrededor de 10 c de euros)
Imagen del billete
- La abreviatura «Garcia de Orta» se emplea para indicar a Garcia de Orta como autoridad en la descripción y clasificación científica de los vegetales.[3]